# Odăile
Odaile là một xã thuộc hạt Buzău, România. Dân số thời điểm năm 2002 là 1095 người.